# Leucoantocianina
Les Leucoantocianines (flavan-3,4-diols) són compostos químics incolors relacionats amb les antocianidines i les antocianines. Les leucoantocianines es poden trobar a Anadenanthera peregrina i en diverses espècies de Nepenthes incloent N. burbidgeae, N. muluensis, N. rajah, N. tentaculata, i N. × alisaputrana.
Aquests compostos inclouen:
- Leucocianidina
- Leucodelfinidina
- Leucofisetinidina
- Leucomalvidina
- Leucopelargonidina
- Leucopeonidina
- leucorobinetinidina
- Melacacidina
- Teracacidina d' Acacia obtusifolia i Acacia maidenii heartwoods[2]

Les leucoantocianines han demostrat ser intermedis en la biosíntesi d'antocianidina en flors de Matthiola incana.
Bate-smith recomanà el 1954 usar el solvent forestal per aïllar les leucoantocianines.